# Gollensdorf
Gollensdorf este o comună din landul Saxonia-Anhalt, Germania.